# Spielberg (film)
Spielberg è un documentario per la televisione del 2017 che ripercorre la carriera del regista cinematografico Steven Spielberg. Include interviste con i suoi collaboratori, familiari e amici. Alcuni degli eventi esplorati, in particolare quelli dei suoi primi anni di vita, saranno poi drammatizzati nel film semi-autobiografico di Spielberg del 2022, The Fabelmans .

## Interviste
- J. J. Abrams
- Leah Adler †
- Bob Balaban
- Christian Bale
- Eric Bana
- Drew Barrymore
- Cate Blanchett
- Steven Bochco
- James Brolin
- Bill Butler
- Rick Carter
- Francis Ford Coppola
- Peter Coyote
- Daniel Craig
- Tom Cruise
- Daniel Day-Lewis
- Brian De Palma
- Laura Dern
- Leonardo DiCaprio
- Richard Dreyfuss
- David Edelstein
- Roger Ernest
- Sally Field
- Ralph Fiennes
- Harrison Ford
- David Geffen
- Jeff Goldblum
- Doris Kearns Goodwin
- Tom Hanks
- J. Hoberman
- Dustin Hoffman
- Norman Howell
- Holly Hunter
- Annette Insdorf
- Joanna Johnston
- Michael Kahn
- Janusz Kaminski
- Lawrence Kasdan
- Jeffrey Katzenberg
- Ben Kingsley
- Kathleen Kennedy
- David Koepp
- Tony Kushner
- George Lucas
- Laurie MacDonald
- Frank Marshall
- Janet Maslin
- Melissa Mathison †
- Todd McCarthy
- Ronald Meyer
- Dennis Muren
- Liam Neeson
- Walter Parkes
- Michael Phillips
- Martin Scorsese
- A. O. Scott
- Sid Sheinberg
- Adam Somner
- Anne Spielberg
- Arnold Spielberg
- Nancy Spielberg
- Sue Spielberg
- Tom Stoppard
- John Williams
- Oprah Winfrey
- Robert Zemeckis
- Vilmos Zsigmond †

Sono state realizzate ulteriori interviste con altre persone note, come Karen Allen, Benedict Cumberbatch, Anthony Hopkins e Jude Law . Nonostante la loro apparizione nel documentario, non sono state citate nei titoli di coda.
Sono stati mostrati anche filmati d'archivio di Joan Crawford, Goldie Hawn, Amy Irving, Marcia Lucas, Dan Rather, Dinah Shore, Sasha Spielberg e Theo Spielberg.

## Produzione
Il documentario è stato annunciato nel luglio 2017 dalla HBO. La messa in onda avvenne il 7 ottobre dello stesso anno. Per anticipare l'evento televisivo, il trailer del documentario è stato rilasciato a settembre, insieme all'elenco degli intervistati.

## Pubblicazione
Prima della messa in onda sul canale HBO, il documentario è stato proiettato al New York Film Festival del 2017.

### Risposta critica
Secondo Rotten Tomatoes, il film ha ottenuto un indice di gradimento pari al 92. Tale punteggio è basato su 37 recensioni. La valutazione media raggiunge un 7,6/10. Secondo la voce della critica: " Spielberg dà uno sguardo dietro le quinte a uno dei talenti più affascinanti del cinema moderno, con risultati avvincenti, anche se in qualche modo acritici". Su Metacritic, che assegna un punteggio normalizzato alle recensioni, il film ha un punteggio medio ponderato di 71 su 100 basato su 14 critici, indicando "recensioni generalmente favorevoli".

## Altro
The Fabelmans è un autobiografico del 2022. Il film drammatizza alcuni degli eventi agli albori della vita di Spielberg, attraverso una storia originale di un aspirante filmmaker, Sammy Fableman, basato sullo stesso Spielberg.